# Pelicope yuccamica
Pelicope yuccamica är en stekelart som beskrevs av Mason 1981. Pelicope yuccamica ingår i släktet Pelicope och familjen bracksteklar. Inga underarter finns listade i Catalogue of Life.